# إيزابيلا ياغيلون
إيزابيلا ياغيلون (بالمجرية: Jagelló Izabella magyar királyné) (و. 1519 – 1559 م) هي ملكة حاكمة مجرية، ولدت في كراكوف، توفيت في ألبا يوليا، عن عمر يناهز 40 عاماً، بسبب اضطراب النفاس.